# Hiroki Kawano
Hiroki Kawano (jap. 河野 広貴 Kawano Hiroki; ur. 30 marca 1990) – japoński piłkarz występujący na pozycji pomocnika. Obecnie występuje w FC Tokyo.

## Kariera klubowa
Od 2007 roku występował w klubach Tokyo Verdy i FC Tokyo.